# 드와파라 유가
드와파라 유가(산스크리트어: द्वापर युग)는 트레타 유가에서 1만년 동안 코살라를 통치한 라마찬드라가 비슈누로 복귀한 때부터 크리슈나가 죽은 해인 기원전 3102년까지 864,000년 동안 지속된 힌두교의 세 번째 유가이다. 다르마가 두 다리로 서 있는 이 시대에서는 정의가 쇠퇴하고 선과 악의 불균형이 커지며 사람들이 각종 유형의 질병, 재액, 욕망에 시달리기 시작하였으며, 비슈누의 8번째 다샤바타라인  크리슈나와 발라라마가 현현하였다.

## 주요 사건
- 비슈누의 8번째 다샤바타라인 크리슈나와 발라라마가 야다브 일족이 다스리는 수라세나 왕국의 수도인 마투라에서 현현하며 악마 칸사를 물리친 후 오늘날 드와르카 부근에 드바라카를 건설해 수라세나의 새로운 수도로 삼음.
- 쿠루 왕국에서 판다바 형제와 카우라바 형제들이 태어남.
- 판다바 형제들에 의해 오늘날 델리 부근에 인드라프라스타라는 도시가 건설됨.
- 하스티나푸라를 거점으로 하는 카우라바 형제와 인드라프라스타를 거점으로 하는 판다바 형제들이 쿠루 왕국의 왕위계승을 둘러싸고 갈등하다가 판다바 형제들이 카우라바와의 주사위 게임에서 패배해 카우라바들에게 인드라프라스타를 몰수당함과 동시에 13년 동안 유배형에 처해짐(기원전 3151년 경 ~ 기원전 3138년 경)
- 쿠루크셰트라 전쟁(기원전 3138년 경) : 유배에서 돌아온 판다바들이 카우라바들에게 인드라프라스타를 돌려줄 것을 요청했지만 카우라바의 수장인 두료다나가 이를 거절하였고 이에 판다바들은 최후의 수단으로 비슈누의 8번째 다샤바타라이자 판다바들의 지지자인 크리슈나를 하스티나푸라에 파견해 카우라바를 설득하려 노력했지만 오히려 두료다나에 의해 면박을 당하며 돌아오자 결국 더 이상 참지 못한 판다바들이 카우라바에게 전쟁을 선포하며 쿠루크셰트라 지역에서 판다바 연합군과 카우라바 연합군이 충돌하면서 쿠루크셰트라 전쟁이 발발하였으며, 이 전쟁에서 판다바들이 승리하고 카우라바들은 멸족하면서 판다바들과 그의 자손들이 쿠루 왕국을 통치하게 된다. 한편 크리슈나는 전쟁 직전 아르주나에게 오늘날 바가바드 기타라고 불리는 설교를 하였으며, 전쟁이 끝난 후 카우라바들의 어머니인 간다리에게 36년 후에 크리슈나 자신을 포함한 드바라카의 야다브 일족이 멸망할 것이라는 저주를 받게 된다.
- 크리슈나의 죽음(기원전 3102년 경) :  쿠루크셰트라 전투 이후 36년이 지난 어느 날, 크리슈나의 일족인 야다브인들의 도시인 드바라카에 여러 현자들이 방문하였다. 이때 장난기가 발동한 야다브 소년들은, 크리슈나의 아들 삼바에게 여장을 시키고 임산부처럼 꾸미게 한 뒤 현자들에게 다가가 이 아낙이 아들하고 딸들 중에서 누구를 낳을 것 같나며 말을 걸었다. 그러나 이것을 간파한 현자들은 이 소년은 아들도 딸도 아닌 몽둥이를 낳을 것이며 그 몽둥이는 너희 전부를 죽이고야 말 것이라고 대답했다. 현자들이 떠난 뒤, 삼바가 실제로 몽둥이를 낳자 당황한 야다브인들은 공포에 빠지기에 이르렀다. 그러자 불안을 잠재우기 위해 야다브족의 왕 우그라세나는 몽둥이를 고운 가루로 갈아서 바닷가에 뿌려버리도록 명령했다. 안심한 야다브인들은 현자들의 저주에 대해서 완전히 잊게 되었고, 몽둥이 가루를 뿌린 바닷가에서는 그저 골풀이 탐스럽게 자라날 뿐이었다. 그렇게 불길한 조짐들이 날이 갈수록 짙어지던 어느 날, 야다브인들은 전부 모여 몽둥이 가루를 뿌린 바닷가에서 야즈나를 지낸 뒤 그 곳에서 잔치를 벌이기로 했다. 그런데 술이 몇 차례씩 돈 뒤, 사티야키와 크리타바르마가 예전에 전쟁터에서의 서로의 잘못들을 비난하며 말다툼을 벌이기 시작했고 곧 야다브족 전체가 이 싸움에 끼어들어 혼란이 걷잡을 수 없이 커지게 되었다. 마침내 사티야키가 크리타바르마의 목을 베어 버리자 집단 난투극이 벌어지기 시작했고 야다브인들은 전부 두 편으로 나뉜 채 패싸움이 벌어졌다. 크리슈나는 마침 몽둥이 가루를 뿌렸던 자리에서 자라고 있던 골풀을 꺾어들고 자신의 적들을 두들겨 패기 시작했고, 이를 본 다른 야다브인들도 똑같이 골풀을 꺾어서 하나씩 잡아들고 서로를 죽을 때까지 때리기 시작했으며, 현자들의 저주가 발현되듯 몽둥이 가루에서 비롯된 골풀이 위력을 발휘하는 몽둥이가 되어 야다브들은 서로를 죽이게 되었고, 이 사태를 보다 못한 발라라마는 요가 자세를 취한 뒤 조용히 죽음을 맞이했고 크리슈나도 아수라장을 조용히 떠나서 혼자 황야를 떠돌게 되었으며, 최후의 순간이 왔음을 직감한 크리슈나는 나무 밑에 누워 편안한 자세를 취하며 그를 보고 짐승으로 착각한 한 사냥꾼이 쏜 화살에 맞아 세상을 떠나게 되었고,[2][3][4] 이후 드와파라 유가가 종식되고 오늘날 우리가 살고 있는 시대인 칼리 유가가 시작되었다.

## 같이 보기
- 칼파